# Chiko Roll

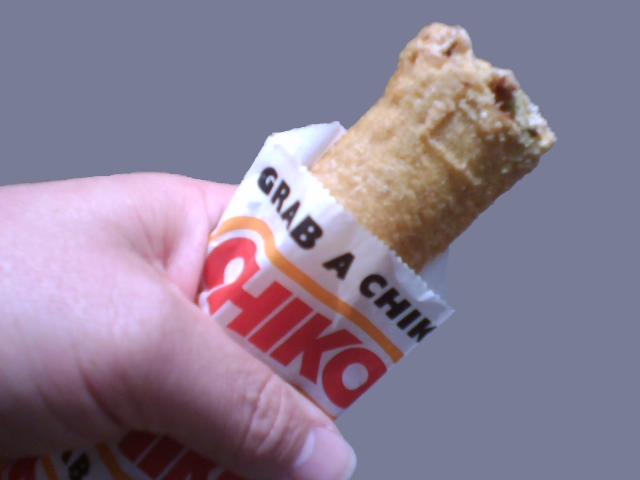
Eine Chiko Roll in ihrer Tüte

Die Chiko Roll ist ein pikanter Snack der australischen Küche, der – inspiriert von der chinesischen Frühlingsrolle – von Frank McEncroe konzipiert und 1951 erstmals als Chicken Roll („Hühnchenrolle“) verkauft wurde, aber kein Hühnerfleisch enthält. Der Snack wird frittiert in einer Papiertüte serviert, so dass er mit einer Hand auch unterwegs ohne Teller oder Besteck leicht verzehrt werden kann. 
In den 1960er und 1970er Jahren, auf dem Höhepunkt ihrer Beliebtheit, verkaufte der Hersteller jährlich rund 40 Millionen Chiko Rolls in Australien. Seit 1995 gehört die Marke zu Simplot Australia. Die Chiko Roll hat bei vielen Australiern Kultstatus. Feministische Aktionsgruppen hingegen verurteilten die schlüpfrig anmutenden Posen der Werbefigur Chiko Chick und die zweideutigen Werbeslogans für das Produkt als sexistisch.

## Zutaten, Herstellung und Zubereitung
Die Füllung einer Chiko Roll besteht aus Kohl und Gerste, Karotten, grünen Bohnen, entbeintem Hammelfleisch, Rindertalg, Weizen, Sellerie und Zwiebeln. Eine Teigröhre aus Ei und Mehl umgibt die zerkleinerte Füllung des Produkts, das in Pflanzenöl frittiert wird. Die Chiko Rolls werden maschinell in langen Strängen aus von Teig umgebener Füllung produziert und dann in Stücke geschnitten. Der nächste Arbeitsschritt verschließt die Enden der Stücke in der für das Produkt typischen Faltung.

## Geschichte
Die Chiko Roll wurde von Frank McEncroe entwickelt, einem Kesselmacher aus Bendigo im australischen Bundesstaat Victoria, der bei Sport- und anderen Freiluftveranstaltungen Imbisse anbot. Inspiriert von einem Konkurrenten, der am Cricket-Platz von Richmond chinesische Chop-Suey-Rollen verkaufte, erweiterte McEncroe 1950 sein Angebot um ein ähnliches Produkt. Die chinesischen Rollen erschienen ihm für eine Handhabung im Freien als zu dünn, so gestaltete er eine größere und stabilere Rolle, die eine schnelle Mahlzeit bot und sowohl gehaltvoll als auch leicht zu handhaben war. Seine Chiko Roll stellte er 1951 auf der Landwirtschaftsausstellung in Wagga Wagga erstmals vor.
In den 1960er Jahren zog McEncroe mit seiner Familie nach Melbourne, wo er mit einer modifizierten Wurstmaschine die Herstellung des Produkts aufnahm. Mit der steigenden Beliebtheit der Chiko Rolls verlegte McEncroe die Produktion in eine größere Fabrik im Stadtteil Essendon. Bald darauf schloss sich sein Unternehmen mit einer lokalen Firma namens Floyd’s Iceworks zu dem neuen Unternehmen Frozen Food Industries Pty Ltd. zusammen, das 1963 an die Börse ging.
Bis 1965 schaffte es die Chiko Roll australienweit in das Angebot der meisten zeitgenössischen Imbissrestaurants wie Milchbars, Fish-and-Chips-Shops und Strandkioske, wo sie besonders in der australischen Surfer-Szene beliebt war.
Unter dem Marketingslogan Grab a Chiko (Schnapp Dir eine Chiko) nahmen Imbissbetreiber eine Chiko Roll aus der Tiefkühltruhe, legten sie in eine Friteuse, schoben sie dann in eine mit dem Markenzeichen versehene Tüte und fügten je nach Geschmack eine Sauce oder Salz hinzu. In den 1970er Jahren wurden auf dem Höhepunkt der Beliebtheit jährlich 40 Millionen Chiko Rolls in Australien verkauft und über eine Million nach Japan exportiert. 1974 wurde Frank McEncroe aus dem Vorstand des Herstellers entlassen.

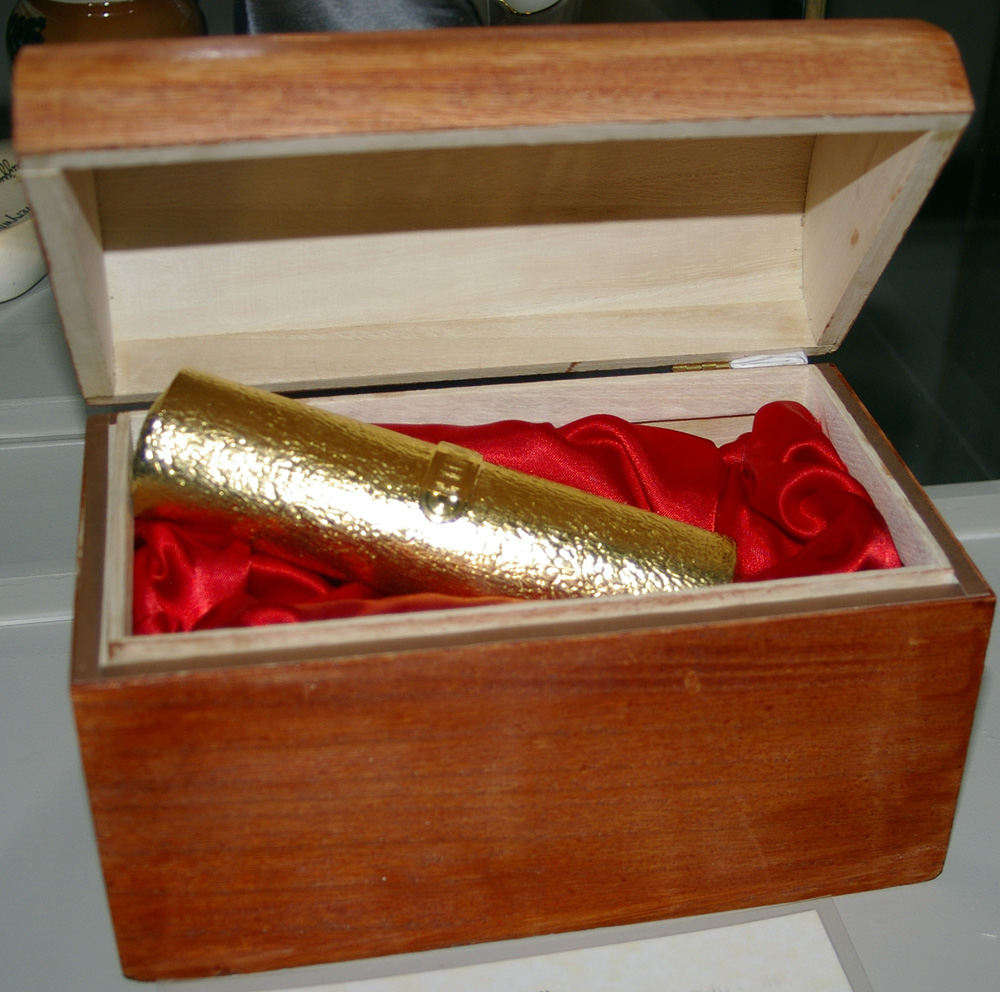
Vergoldete Chiko Roll im Museum of the Riverina in Wagga Wagga

Seit 1995 gehört die Marke Chiko Simplot Australia. Der Produktionsstandort befindet sich in Bathurst (New South Wales). Zu den weiteren Produkten, die derzeit (2020) unter der Marke Chiko erhältlich sind, gehören Corn Jacks (panierter Maiskolben), Pluto Pups (Würstchen, sog. Frankfurter, in einer Maisteighülle auf einem Holzspieß, ähnlich einem Corn Dog), Beef Croquettes (Rindfleischkroketten), Crumbed Onion Rings (panierte Zwiebelringe), Fish Cakes (Fischfrikadellen) und Chiko Dimees (Dim sim).
Mit zunehmendem Wettbewerb auf dem australischen Take-away-Markt ging der Verbrauch im Jahr 2011 auf 17 Millionen Chiko Rolls zurück. Sie sind nach wie vor australienweit bei Sportveranstaltungen und in Fish-and-Chips-Shops ein beliebter Snack und auch in Supermärkten erhältlich. 2013 erwog Simplot Australia „wegen des Wettbewerbsdrucks in der lebensmittelverarbeitenden Industrie“ die Schließung der Fabrik in Bathurst mit 195 Mitarbeitern, worauf die Regierung von New South Wales dem Unternehmen für drei Jahre die Lohnsteuer (payroll tax) erließ.
Im September 2016 kam es im Parlament von New South Wales zu einem Disput über den Herkunftsort der Chiko Roll. Sowohl der Abgeordnete der National Party of Australia für den Wahlkreis Calare, Andrew Gee, als auch die Abgeordnete der Australian Labor Party für Bendigo, Lisa Chesters, und der Abgeordnete für Riverina, Michael McCormack von der National Party of Australia, behaupteten, der Imbiss habe seinen Ursprung in ihren jeweiligen Heimatstädten Bathurst, Bendigo und Wagga Wagga. Zur Feier des 50. Jahrestages der Erfindung der Chiko Roll hatte der Hersteller 2001 jeweils eine vergoldete Nachbildung des Snacks an die Städte Bendigo und Wagga Wagga überreicht.

## Werbung und dasChiko Chick
Die Chiko Roll wird von vielen Australiern als cultural icon wahrgenommen. Einer der Gründe für ihre Aufnahme in das kollektive australische Bewusstsein war nach dem Autor Robert Alexander Smith vor allem die Werbekampagne mit Chiko Chick (Chiko-Mädel) Sarah Jane King, einem oft spärlich mit Dessous bekleideten Pin-up-Girl auf einem Harley-Davidson-Motorrad, die suggestiv eine Chiko-Roll in der Hand hielt, oft mit dem Slogan „Couldn’t you go a Chiko Roll?“ oder ähnlich provokativen, schlüpfrigen Konnotationen wie „Roll home with a Chiko“, „You can’t knock the roll“, „Grab a Chiko“, „Hit the hot spot“ oder „Get one into ya“. Andere Kampagnen verknüpften das Produkt mit der Surfkultur. Die Werbung für Chiko Rolls wurde ab den 1980er Jahren – neben anderer australischer Reklame für Produkte beispielsweise von Jim Beam, Kolotex Voodoo Hosiery oder Windsor Smith Shoes – von feministischen Gruppierungen als sexistisch kritisiert.
2008 suchte der Hersteller landesweit nach einem neuen Chiko Chick und unternahm damit den Versuch, den traditionell anzüglichen Look zugunsten eines braveren „Mädchen von nebenan“-Images zu revidieren. Das neue Gesicht dieser Kampagne wurde Annette Melton. In einer Marketingkampagne von 2016 konnten Fans unter Einsendung von zwei Chiko-Tüten einen Chiko-Roll Handy-hand holder aus limitierter Auflage gewinnen, eine der Form der Chiko Roll angepasste, lebensgroße gelbe Hand auf einer in Getränkehalter von Autos passenden Plinthe.

## Rezeption
2015 wurden in Castlemaine (Victoria) in einer Ausstellung mit dem Titel Get One Into Ya Skulpturen, Fotomontagen und andere Kunstwerke zum Thema Chiko Roll gezeigt. 2016 erfolgte die Aufnahme des Begriffs Chiko Roll in das australische Nationalwörterbuch Australian National Dictionary.
Kathy Lette, australische Koautorin des Romans Puberty Blues, verbrachte in den 1960er/1970er Jahren Teile ihrer Jugend als Beach Babe an der Seite von Surfie Boys an den Stränden des Sutherland Shire im Süden von Sydney: „Unsere einzige Rolle bestand darin, Chiko Rolls für die Jungs zu holen, ihre männlichen Egos zu massieren und auf die Badetücher aufzupassen.“
Der australische Journalist John Newton kannte Frank McEncroe, den Erfinder der Chiko-Roll, für den er in der Werbung für das Produkt gearbeitet hatte. „McEncroe sah den Erfolg der Dim Sim […] und dachte: ‚Gutes Produkt, aber es ist zu verdammt klein!‘ Und so wurde die weitaus phallischere Chiko-Roll geboren. Zwei Punkte noch. Ich war nicht verantwortlich für die suggestiven und sexistischen Plakate, die folgten. Und ich habe nie eine [Chiko Roll] gegessen, nachdem ich gesehen habe, wie sie hergestellt werden.“
Im Szenejargon der Popkultur wird das Produkt auch mit mystery roll (geheimnisvolle Rolle) und die Füllung mit mystery meat (rätselhaftes Fleisch) betitelt, da die Zutaten geschmacklich nur schwer identifizierbar sind und man so nicht erkennen kann, was genau in einer Chiko-Roll steckt.
Die Radiostation 3HA in Victoria kommentierte 2016: „Für manche sind [Chiko Rolls] ein knuspriges, krosses, mit Fleisch und Gemüse gefülltes Teiggebäck. Für andere sind sie eine Wundertüte, die entsteht, wenn man den Inhalt einer Mülltonne in einen Schlafsack kippt und den dann halbtot frittiert.“ Der australische Radiokommentator Bruno Bouchet bewertete 2020 die „kultigsten australischen Snacks aller Zeiten“ und reihte dabei die Chiko Roll in die Kategorie cat vomit („Katzenkotze“) ein.
Der Parlamentsabgeordnete Andrew Gee outete 2016 den damaligen australischen Premierminister Malcolm Turnbull als „Fan der Chiko Roll“.